# 上室田町
上室田町（かみむろだまち）は、群馬県高崎市の地名。旧榛名町時代は、住所で群馬郡榛名町大字上室田の大字の次にくる地名。郵便番号は370-3346。面積は11.52km2(2012年現在)

## 地理
鏡台山南麓、烏川中流左岸に位置している。

### 河川
- 榛名川
- 烏川

### 山岳
- 湯殿山

## 歴史
江戸時代頃からある地名である。はじめ高崎藩領で、元和元年に安中藩領、寛文7年に三河中島藩領、同12年に幕府領、宝永6年に吉井藩領だった。

### 年表
- 1889年（明治22年）4月1日 町村制施行により、上室田村は榛名山村、中室田村、下室田村と合併し西群馬郡室田村が成立する。
- 1896年（明治29年）4月1日 西群馬郡が片岡郡と合併して群馬郡となる。
- 1905年（明治38年）4月1日 町制を施行し、室田町となる。そのため群馬郡室田町大字上室田となる
- 1955年（昭和30年）2月1日 室田町は碓氷郡里見村と合併し群馬郡榛名町となる。そのため群馬郡榛名町大字上室田となる。
- 2006年（平成18年）10月1日 榛名町が高崎市に編入する。そのため高崎市上室田町となる。

### 地名の由来
渓谷が多く田畑集落が散在する地形から「諸田」と呼ばれ、のちに「室田」になった説や、榛名神社神領地としてのカムロギダからの転訛と考える平安時代弘仁年間からの伝承がある。

## 世帯数と人口
2017年（平成29年）8月31日現在の世帯数と人口は以下の通りである。
| 町丁     | 世帯数  | 人口  |
| -------- | ------- | ----- |
| 上室田町 | 154世帯 | 332人 |

## 小・中学校の学区
市立小・中学校に通う場合、学区は以下の通りとなる。
| 番地 | 小学校               | 中学校             |
| ---- | -------------------- | ------------------ |
| 全域 | 高崎市立上室田小学校 | 高崎市立榛名中学校 |

## 交通

### 鉄道
当町に鉄道駅はない。

### 道路
国道は国道406号が通っている。県道は群馬県道122号八本松松井田線、群馬県道211号安中榛名湖線が通っている。

## 施設
- 高崎市立上室田小学校
- 榛名上室田郵便局
- 榛名神社一之鳥居
- はるな保育所
- 上田屋1区公民館
- 室田発電所[8]